# Lodospad Ukryty
Lodospad Ukryty, Ukryty Lód (słow. Skrytý ľadopád) – lodospad na skalnej ścianie Czerwonej Skałki w Dolinie Białej Wody w Tatrach Słowackich. Jest obiektem wspinaczki lodowej.
Lodospad znajduje się w lesie i z drogi jest niewidoczny. Jest trudny do odszukania i stąd pochodzi jego nazwa. Z drogi wiodącej dnem Doliny Białej Wody skręca się około 100 m przed turystyczną wiatą na lewo. Od tego miejsca przejście trwa jeszcze kilkanaście minut. Iprowadzi przez las, następnie stromym żlebem zawalonym pniami drzew. Znajduje się w pobliżu Lodospadu Mrozków.
Lodospad Ukryty ma wysokość około 40 m i trudność WI4. Jego pierwotna nazwa brzmiała „Secret Ice”. Składa się z 3 części: dwóch stromych progów przedzielonych łatwiejszą półką.

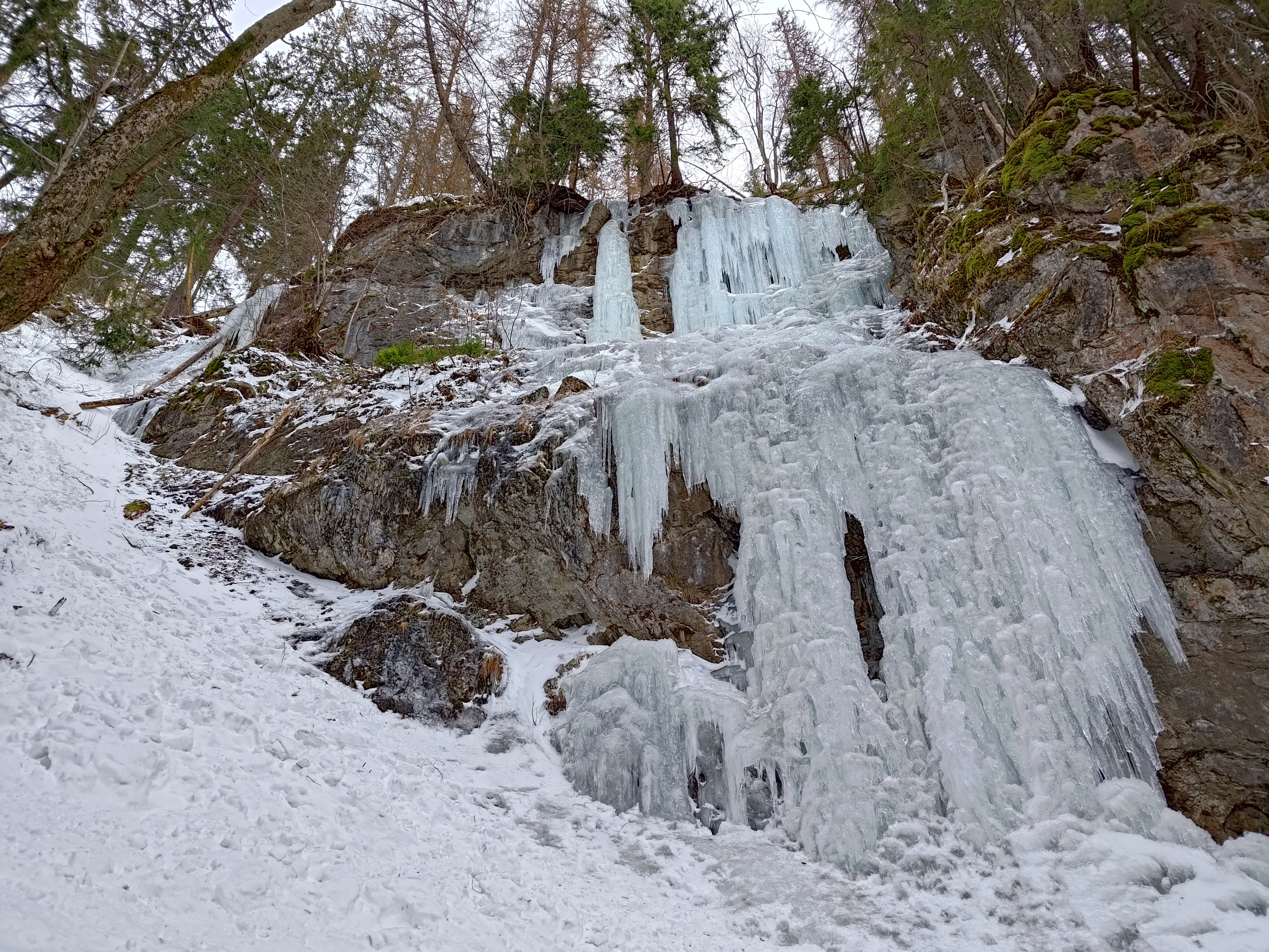
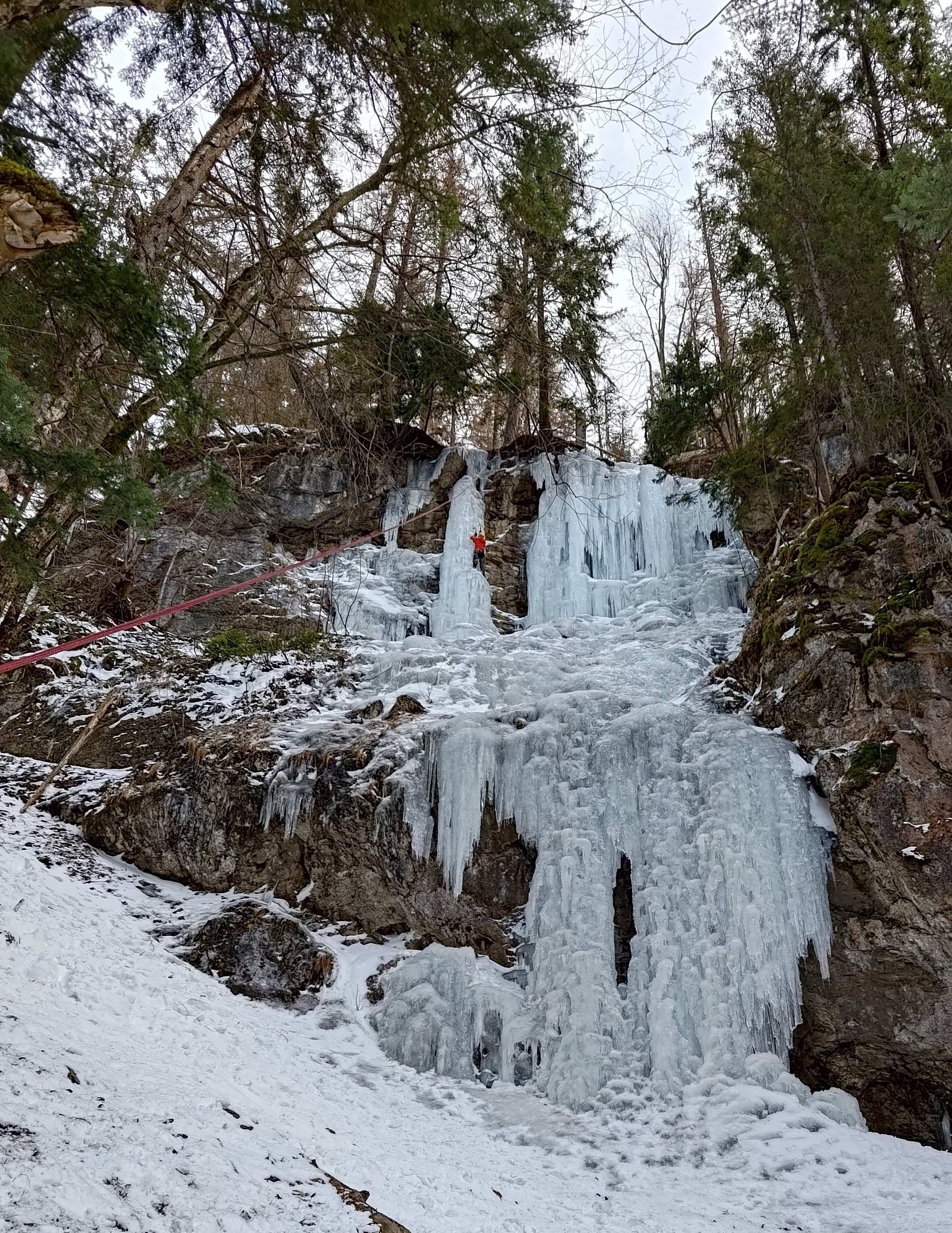
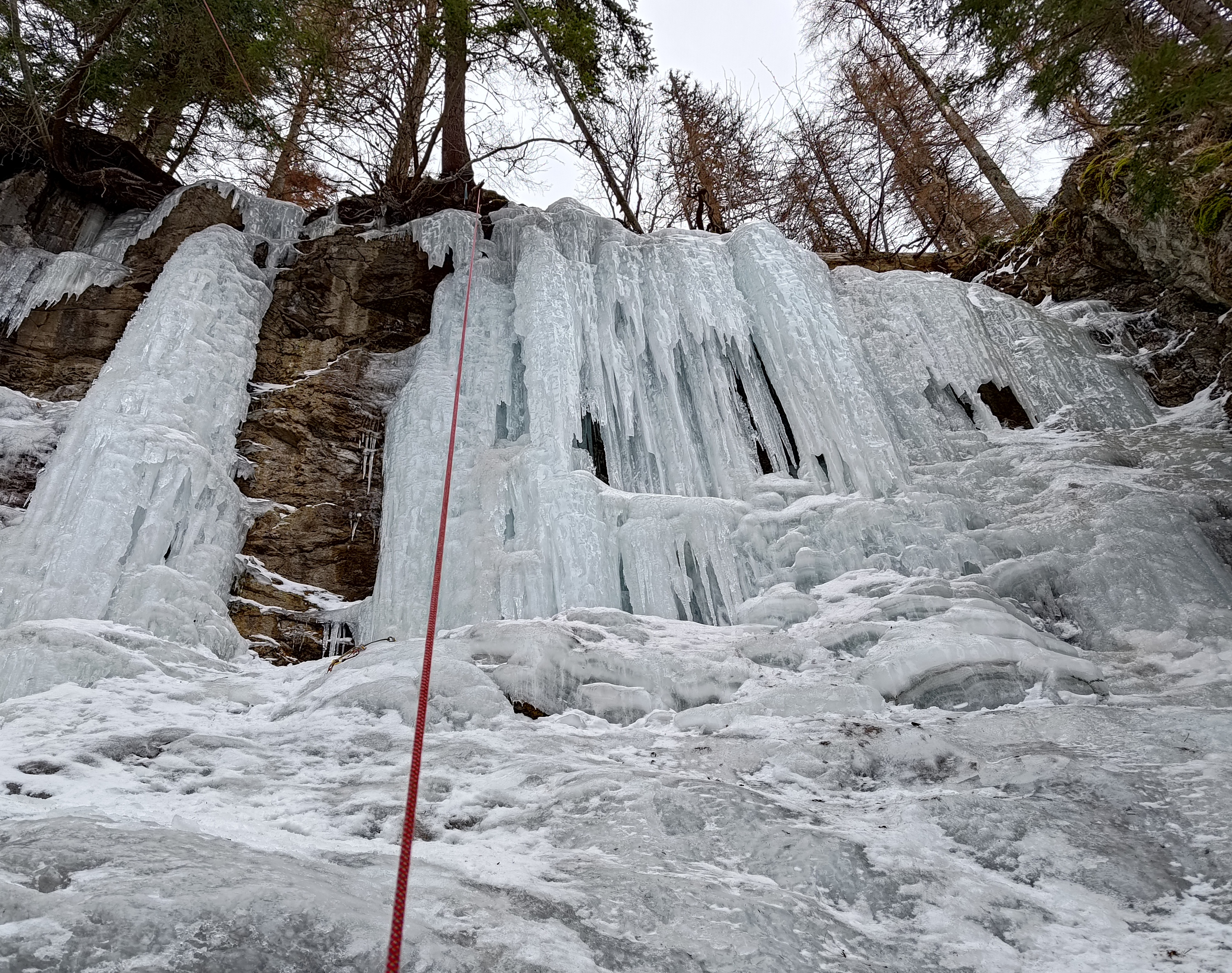